# Liên đoàn bóng đá Kyrgyzstan
Liên đoàn bóng đá Kyrgyzstan (tiếng Kyrgyz: Кыргыз Футбол Бирлиги; tiếng Nga: Кыргызский футбольный союз, tiếng Anh: Kyrgyz Football Union - KFU) là tổ chức quản lý, điều hành các hoạt động bóng đá ở Kyrgyzstan. KFU quản lý Đôi tuyển bóng đá quốc gia Kyrgyzstan, tổ chức các giải bóng đá như Giải vô địch bóng đá Kyrgyzstan, Cúp bóng đá Kyrgyzstan. KFU là thành viên của FIFA, Liên đoàn bóng đá châu Á (AFC) và Hiệp hội bóng đá Trung Á (CAFA).
Chủ tịch tạm quyền của Liên đoàn bóng đá Kyrgyzstan hiện nay là Amangeldi Muraliev.